# Squadre sportive dell'Università di Purdue
I Purdue Boilermakers sono le squadre sportive collegiali che rappresentano l'Università Purdue, situata a West Lafayette (Indiana). Il soprannome della squadra è anche abbreviato a "Boilers" dai tifosi.

## Origini del soprannome "Boilermakers"
Nel 1889, la squadra di football americano di Purdue giocava contro il College Wabash a Crawfordsville ,Indiana, vincendo la partita 18-4. Gli studenti del college e i cittadini di Crawfordsville cominciarono a chiamare i giocatori di Purdue "una grande, corpulenta banda di sgranatori di mais". In effetti gli studenti di Purdue hanno fatto esperienza professionale nell'università, includendo la manutenzione di una locomotiva a vapore operativa.
Purdue ha successivamente battuto il College Wabash nel 1891, per 44-0. Un articolo relativo alla partita nel Crawfordsville Daily Arghus News, del 26 ottobre 1891, ha riferito "Strage di innocenti: il College Wabash viene completamente innevato dai corpulenti fabbricanti di caldaie di Purdue". Dall'anno successivo Purdue è conosciuta come "Boilermakers", ossia "Fabbricanti di caldaie".
I colori sociali della squadra sono una combinazione di color oro, nero, e bianco, utilizzati a partire dal 1887.

## Sport universitari

### Baseball
La squadra di Purdue di baseball è stata campione di conference due volte, nel 1909 e nel 2012. Nel 1987, 2012 e 2018 hanno giocato il torneo NCAA.

### Basket
La squadra di basket maschile e femminile hanno vinto più campionati di Big Ten che ogni altra scuola presente nella conference, con ben 37, di cui 24 della squadra maschile. L'allenatore più vincente di Purdue è stato Gene Keady, che ha allenato la squadra maschile per 25 anni, prima di lasciare nella stagione 2004-2005. Keady ha trascinato la squadra ad un record complessivo di 512-270 con una percentuale di vittoria di .655 sotto il suo comando.
L'attuale allenatore della squadra maschile di basket è Matt Painter. Un ex giocatore ed alunno di Purdue sotto la guida di Keady, Painter è ora alla sua ventesima stagione come allenatore, ed è il secondo allenatore più vincente della scuola.
Nel Torneo di pallacanestro maschile NCAA Division I 2024, Painter ha guidato Purdue alla prima Final Four dopo 44 anni.

### Football Americano
All'inizio dell'ultimo decennio dell'Ottocento, Purdue dominava nel football. Nel 1891 Purdue ha finito con un record di 4-0, vincendo sugli avversari 192-0. Nel 1892 la scuola ha finito con un record di 8-0, vincendo sugli avversari 320-24. Nel 1893 hanno finito con un record di 5-2-1, vincendo sugli avversari 334-144. Nel 1894 Purdue ha finito con un record di 9-1, vincendo sugli avversari 288-36. In questi quattro anni, il record complessivo di Purdue era 26-3-1, con un totale di punti di 1134-204.
Nel 1890 si sono uniti all'Indiana Intercollegiate Athletic Association e sono stati tra i fondatori della Big Ten Conference nel 1896. Sono stati campioni di Big Ten nel 1918, 1929, 1931, 1932, 1943, 1952, 1967 e 2000.
Purdue è stata soprannominata "La culla dei Quarterbacks", avendo prodotto stelle della NFL come Cecil Isbell, Len Dawson, Bob Griese, Drew Brees, Kyle Orton, Curtis Painter, David Blough. La squadra è attualmente allenata da Barry Odom

### Golf maschile
La prima stagione della squadra di golf di Purdue è stata nel 1921. La squadra ha vinto un campionato nel 1961, e la Big Ten dodici volte.

### Calcio femminile
La prima stagione nel calcio di Purdue è stata nel 1998, ciononostante ha cominciato a gareggiare nella Big Ten nel 1999. La squadra ha vinto sette tornei NCAA, il primo nel 2002 e il più recente nel 2021. L'allenatore attuale è Drew Roff, che, nel 2023, risulta al suo nono anno.

### Softball
La squadra di sfotball dell'Università di Purdue debuttò nel 1994. La squadra ha giocato due tornei NCAA, nel 2008 e nel 2009. L'allenatore attuale è Magali Frezzotti.

### Pallavolo femminile
La squadra di pallavolo femminile dell'Università di Purdue debuttò nel 1975, e ha partecipato a 27 tornei AIAW/NCAA. La squadra è allenata da Dave Shondell dal 2003.

### Wrestling
La squadra di wrestling dell'Università di Purdue debuttò nella stagione 1913-1914. Sono classificati secondi nei tornei nazionali NCAA. La squadra è allenata da ToCampionatiny Ersland, allievo, all'Università dell'Iowa, del leggendario allenatore Dan Gable. La squadra compete nella Big Ten. Si allenano al Blake Wrestling Training Center e gareggiano nell'Holloway Gymnasium.